# الأسد الملك (مسرحية موسيقية)
مسرحية الأسد الملك الموسيقية الفائزة بجائزة مسرح برودوي للعرض الغنائي، والمأخوذة عن الفيلم الكرتوني الذي انتجته شركة والت ديزني عام 1994، والذي يحمل نفس الاسم. قام باخراج هذا العمل المخرجة الأمريكية جولي تايمور، وقد قام الممثلون بها بارتداء أزياء وأقنعة أفريقية على شكل الحيوانات التي في القصة.
بدأ أول عرض للمسرحية في منيابولس، مينيسوتا في يوليو من عام 1997، في مسرح أورفيوم، بعد النجاح الساحق الذي حققته المسرحية انتقلت لمدينة نيويورك في مسارح برودوي، وظل العرض يقام على مسرح نيو أمستردام منذ أكتوبر في نفس العام. بعد هذا العرض تم عرض المسرحية في كل من لندن وتورنتو، واستمر عرضها حتى عام 2004

## أمريكا والانتشار العالمي
بعد النجاح الذي حققته المسرحية في أمريكا، عرضت المسرحية في لندن على مسرح ليسيوم، وقادت تايمور الفريق المختص بإنتاج المسرحية باللغة الإنجليزية مع بيتر شنايدر. أما العرض الذي أقيم في تورنتو فقد تم في مسرح أميرة ويلز..

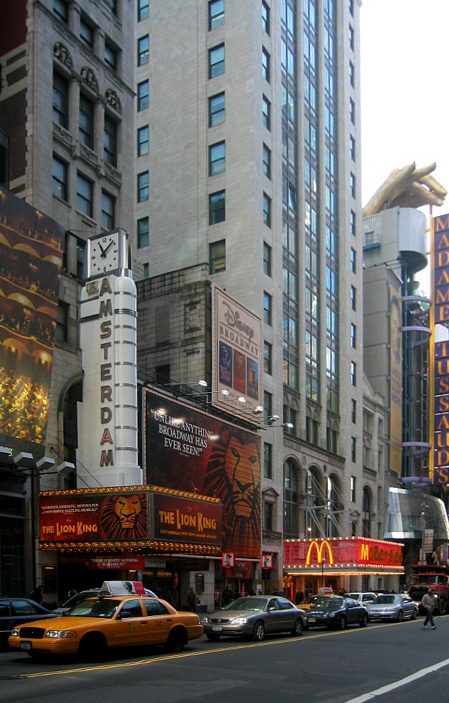
مسرح نيوأمستردام في برودوي، نيويورك الذي عرضت فيه المسرحية

أيضا أقيم العرض في مسرح كامبيتول بسيدني منذ أكتوبر في عام 2003 حتى يونيو من عام 2005، ثم انتقل العرض إلى مدينة ملبورن في يوليو من عام 2005 إلى يونيو من عام 2006.
تقام العروض العالمية للمسرحية الآن في:
- لندنالمملكة المتحدة
- هامبورغ ألمانيا
- طوكيو اليابان
- سيشفينجين هولندا
- شنغهاي الصين

## القصة
تقوم قصة المسرحية كما الفيلم على فكرة النزاع على الملك بين الأسد الصالح (موفاسا)، وأخوه (سكار)، وتتأجج المشكلة، مع ولادة وريث للعرش (سيمبا) ابن الملك، مما يجعل حصول سكار على الملك مستحيل.

## بين الفيلم والمسرحية
لم تكن المسرحية مطابقة للفيلم تماما، فالقرد (رفيكي)، تحول إلى شخصية أنثوية، لان تايمور ترى بأن الفيلم يفتقد للمرأة القائدة.
كما أضيفت له عددا من المشاهد، وأيضا جعلت المخرجة المسرحية أكثر موسيقية كإضافتها لأغنية (زازو) «تقرير الصباح»، والتي أضيفت للأقراص لاحقا.
استخدم أيضا في الفيلم العديد من الأدوات الإضافية كالزرافات التي أرتدى الممثلون المؤدون لهذا الدور سيقان إضافيه.
قدمت الفقرة الموسيقية في المسرحية من قبل الفرقة الموسيقية بقيادة ليمبو أم، الذي قدم صرخة البداية في الفيلم.
أعتبرت فقرة الرقص خصوصا للبؤات الأصعب بسبب الأقنعة.
في العرض الذي قدم بالصين أضيفت أغنية من البوب الصيني الشهيرة «لوشو أي دامي» أو «الفئران تحب الأرز».

## جوائز
حصلت المسرحية على العديد من الجوائز في عام 1998، ومن أهمها فوزها بعدة جوائز من جوائز توني المسرحية.

## المقاطع الموسيقية
1. دائرة الحياة
2. أنشودة البراري
3. تقرير الصباح
4. صيد اللبؤة
5. لا أستطيع الانتظار إلى أن أصبح ملكا
6. وداعا
7. هم أحياء في داخلك
8. لتستعد
9. الاندفاع
10. نعي رفيكي
11. هاكونا ماتاتا
12. خطوة بخطوة
13. غضب الملك سكار
14. الظل
15. الأسد نائم الليلة
16. نهاية الليل
17. هل تستشعر الحب الليلة
18. إنه يعيش داخلك
19. سيمبا يواجه سكار
20. ملك صخرة العزة/دائرة الحياة